# Ion Vlad (scriitor)
Ionel Silviu Vlad, mai cunoscut ca Ion Vlad, (n. 26 noiembrie 1929, Archiud, România – d. 9 decembrie 2022, Cluj-Napoca, România) a fost un critic și teoretician literar, eseist român.

## Biografie
Urmează școala primară în comuna Miercurea Nirajului, județul Mureș, apoi Liceul „Moise Nicoară” din Arad (1940–1945) și Liceul „Al. Papiu Ilarian” din Târgu Mureș (1945–1948). Este licențiat al Facultății de Filologie a Universității „Victor Babeș” din Cluj (1952). Doctor în litere cu teza Povestirea. Destinul unei structuri epice (1971). Debut absolut în „Lupta Ardealului” (1949) cu o recenzie, iar editorial în 1970 cu volumul Între analiză și sinteză. A fost decan al Facultății de Filologie (1966-1968) și rector al Universității „Babeș-Bolyai” din Cluj (1976-1984). Profesor de teoria literaturii la Facultatea de Litere din Cluj. Publică studii, cronici literare și eseuri în revistele „Almanahul literar”, „Tribuna” (este redactor-șef adjunct în perioada 1970-1982), „Steaua” (membru în consiliul editorial), „Viața românească”, „Luceafărul”, „România literară”, „Astra”, „Transilvania”, „Familia”, „Studia Universitatis «Babeș–Bolyai»”, „Vatra”, „Cahiers roumains d’études littéraires”, „Echinox”, „Revue roumaine”, „Apostrof”, „Transylvanian review” ș.a., precum și studii incluse în volume colective despre Marin Preda, Zaharia Stancu, Ion Barbu, Ion Agârbiceanu, Ioana Em. Petrescu.
În octombrie 2019, profesorul Ion Vlad a primit titlul de cetățean de onoare al orașului Cluj-Napoca.
A decedat la data de 9 decembrie 2022, la Cluj-Napoca, la vârsta de 93 de ani.

## Volume
- Între analiză și sinteză (1970)
- Descoperirea operei. Comentarii de teorie literară (1970)
- Povestirea. Destinul unei structuri epice (1972)
- Convergențe (1972)
- Romanul românesc contemporan, 1944-1974 (antologie) (1974)
- Lecturi constructive (1975)
- Lectura – un eveniment al cunoașterii (1977)
- „Cărțile” lui Mihail Sadoveanu (1981)
- Lectura romanului (1983)
- Pavel Dan. Zborul frânt al unui destin (1986)
- Lectura prozei (1991)
- Aventura formelor. Geneza și metamorfoza genurilor (1996)
- În labirintul lecturii (1999)
- Romanul universurilor crepusculare (2004)
- Orizonturile lecturii (2007)
- The Novel of Crepuscular Universes (Thomas Mann, Robert Musil, Hermann Broch, Witold Gombrowicz, Günter Grass, Curzio Malaparte, Heinrich Böll, L.-F. Céline), traducere în engleză de Delia Drăgulescu, East European Monographs, New York, NY, Boulder Co, Distributed by Columbia University Press (2011)
- Alternative la memorii. Scriitori, cărți, confesiuni (2019)

## Afilieri
- Membru al Uniunii Scriitorilor din România

## Premii
- Premiul Filialei Cluj a Uniunii Scriitorilor din România (1970, 1996, 2004)
- Premiul pentru critică al Uniunii Scriitorilor din România (1972)
- Premiul „Bogdan Petriceicu Hasdeu” al Academiei Române (1983)
- Premiul „Opera omnia” al Filialei Cluj a Uniunii Scriitorilor din România (2007)

## Distincții
- Ordinul „Meritul Cultural” clasa I (29 aprilie 1983) „pentru contribuția adusă la înfăptuirea politicii partidului și statului de făurire a societății socialiste multilateral dezvoltate în patria noastră și rezultatele deosebite obținute în întrecerea socialistă pentru îndeplinirea și depășirea planului național unic de dezvoltare economico-socială pe anul 1982”[5]